# جیمی فورستر
جیمی فورستر (انگلیسی: Jamie Forrester؛ زادهٔ ۱ نوامبر ۱۹۷۴) بازیکن فوتبال اهل بریتانیا است.
از باشگاه‌هایی که در آن بازی کرده‌است می‌توان به باشگاه فوتبال لیدز یونایتد، باشگاه فوتبال هال سیتی، باشگاه فوتبال لینکولن یونایتد، باشگاه فوتبال اسکانتورپ یونایتد، باشگاه فوتبال ساوتند یونایتد، باشگاه فوتبال نوتس کانتی، باشگاه فوتبال بریستول راورز، باشگاه فوتبال لینکولن سیتی، باشگاه فوتبال نورث‌همپتون تاون، باشگاه فوتبال گریمزبی تاون، باشگاه فوتبال اوترخت، و باشگاه فوتبال والسال اشاره کرد.
وی همچنین در تیم ملی فوتبال زیر ۱۸ سال انگلستان بازی کرده‌است.